# Linea Narita
La linea Narita (成田線?, Narita-sen) è una ferrovia a scartamento ridotto di 119,1 km situata in Giappone e interamente gestita da JR East. La linea è in realtà la combinazione di tre ferrovie site nella prefettura di Chiba: la linea principale, che unisce la stazione di Sakura a quella di Matsugishi (come rotta alternativa alla linea principale Sōbu), la diramazione dalla stazione di Abiko a quella di Narita (spesso chiamata "linea Abiko"), e la diramazione per l'aeroporto di Narita, che unisce quest'ultimo alla città di Narita. Le prime due linee sono possedute e gestite dalla JR East, mentre la diramazione per l'aeroporto è posseduta da una compagnia privata, la Ferrovia Rapida Aeroporto Narita, che permette ai treni JR e Keisei di utilizzare i binari.

## Storia
La linea venne aperta fra il 1897 e l'anno successivo dopo circa 10 anni di gestazione.

## Dati principali
- Operatori e distanze
  - Totale: 119,1 km

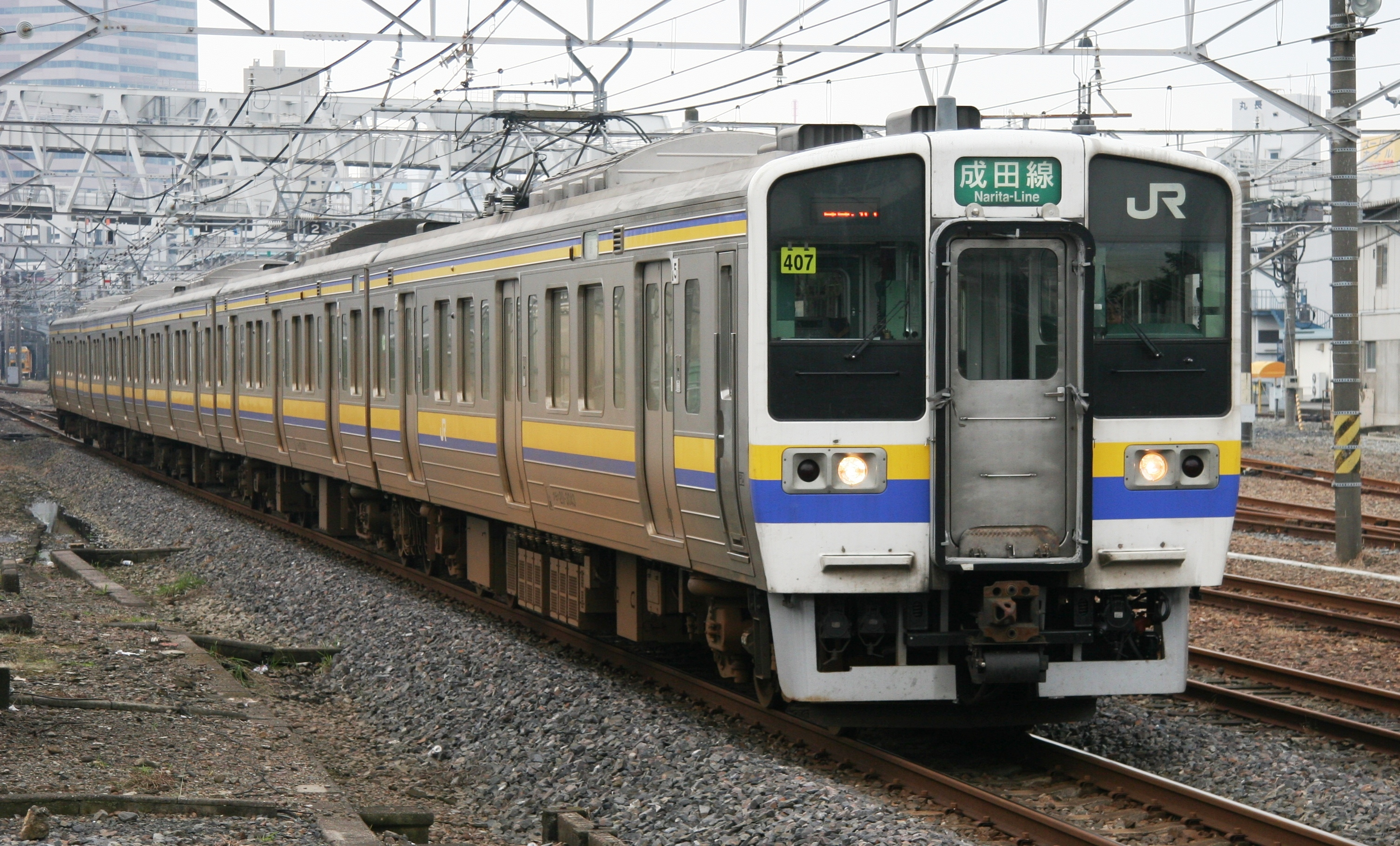
Treno locale 211

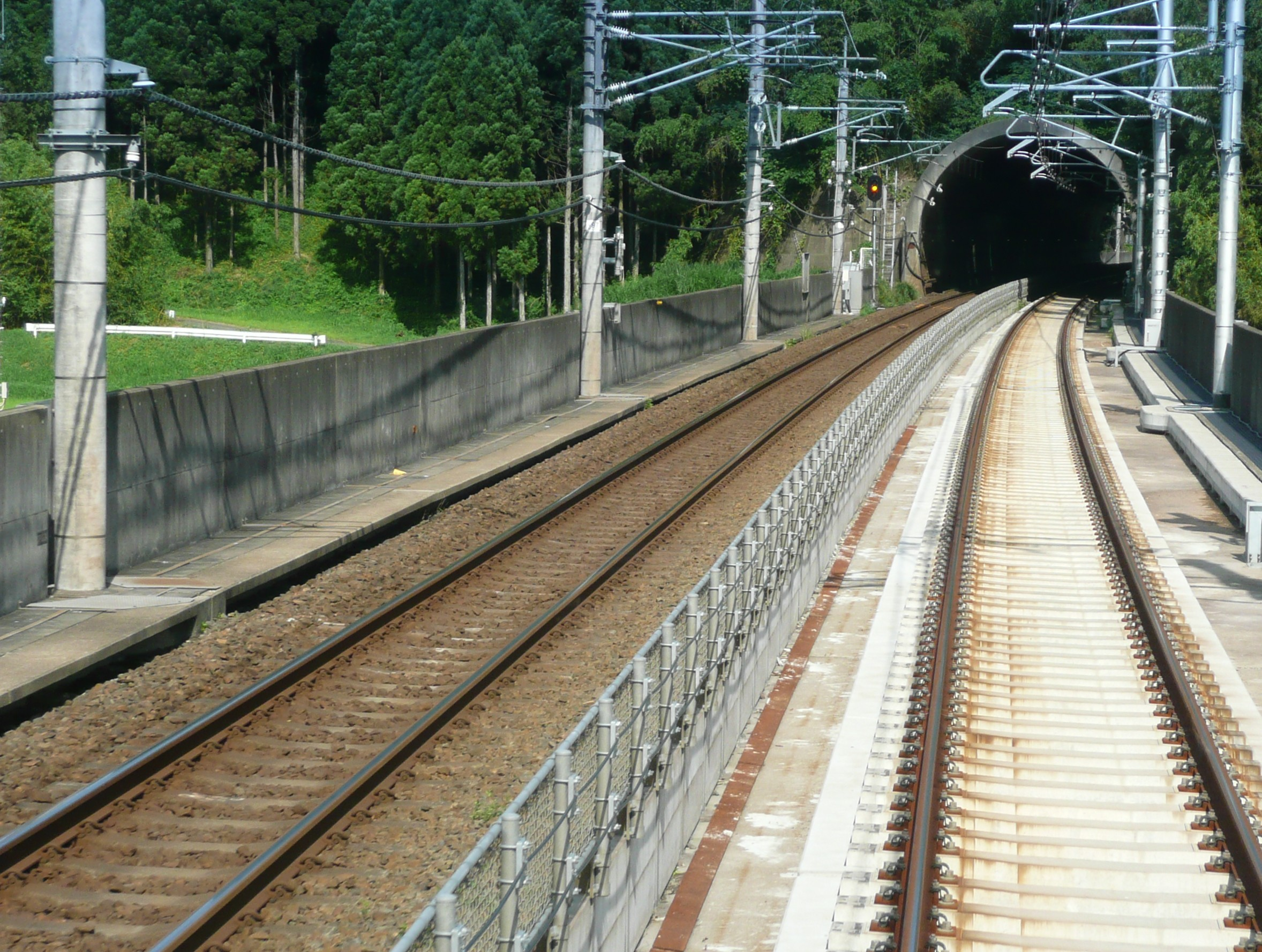
Binari della diramazione Aeroporto

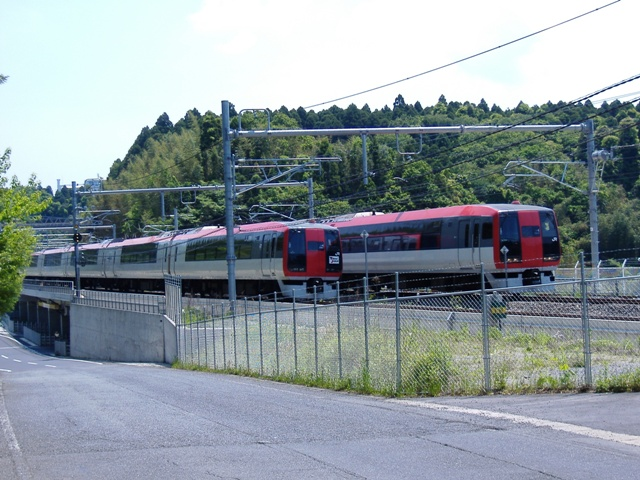
Due treni Narita Express si sorpassano al semaforo di Horinouchi

  - East Japan Railway Company (JR East) (binari e servizi)
    - Linea principale：Sakura - Narita - Matsugishi: 75,4 km
    - Diramazione Abiko：Abiko - Narita 32,9 km
    - Diramazione aeroporto: Narita - Interconnessione Narita 2.1 km

  - East Japan Railway Company (JR East) e Ferrovia Rapida Aeroporto Narita
    - Diramazione aeroporto: Interconnessione Narita - Semaforo di Horinouchi - Aeroporto Narita 8,7 km

  - Japan Freight Railway Company (JR Freight) (servizi merci)：
    - Sakura - Katori (43,6 km)
- Scartamento ferroviario：1067 mm
- Numero stazioni attive：27 (compresi i capolinea)
  - Considerando solo le stazioni appartenenti alla linea Narita (escluse quelle delle altre linee utilizzate in comune), le stazioni sono in totale 24
- Raddoppio dei binari：Sakura - Narita - Interconnessione Narita 15,2 km
- Elettrificazione: totale, a 1500 V CC
- Segnalamento ferroviario：
  - Eccetto dove diversamente indicato：Sistema di blocco automatico
  - Suigo - Matsugishi：Blocco automatico (speciale)
- Velocità massima：
  - Sakura - Narita: treni con precedenza a 120 km/h, treni locali 110 km/h
  - Narita - Matsugishi: 85 km/h
  - Narita - Aeroporto Narita (diramazione): treni con precedenza a 130 km/h, treni locali a 120 km/h
  - Abiko - Narita (diramazione): 95 km/h

## Servizi

### Linea principale e aeroporto
Il Narita Express percorre la ferrovia, ma ferma solamente alle stazioni di Narita Aeroporto Terminal 2 e Narita Aeroporto, ad eccezione delle ore di punta la mattina quando ferma anche alla stazione di Narita.
L'espresso limitato Ayame corre fra Tokyo e Chōshi o Kashima-Jingū, sulla linea Kashima. Ferma a Sakura, Narita, Namegawa, Sawara, e tutte le stazioni oltre Sawara come treno locale.
I treni rapidi pendolari fra Tokyo e l'aeroporto di Narita fermano a tutte le stazioni fra Tsuga e l'aeroporto.

### Diramazione Abiko
Tutti i treni locali e rapidi fermano a tutte le stazioni della diramazione.

## Stazioni
Tutte le stazioni si trovano nella prefettura di Chiba.

### Linea principale e diramazione aeroporto
Legenda:
- Fermate
  - I treni locali (non indicati in tabella) fermano in tutte le stazioni
  - I treni rapidi (R) e rapidi pendolari (RP) fermano in corrispondenza di "●" e non fermano in presenza del simbolo "｜"
  - Per i treni espressi limitati Narita Express e Ayame si rimanda alla rispettiva voce
- Binari: ∥：raddoppio, ◇ e｜：singolo(◇ indica la possibilità di incrocio nelle due direzioni), ∨：i binari diventano singolo, ∧：Termine della linea

| Linea              | Stazione      | Giapponese | Distanza totale | Distanza da | Distanza da | Distanza da | R  | RP | Collegamenti | Binari          | Posizione       |
| Linea              | Stazione      | Giapponese | Distanza totale | Tokyo       | Chiba       | Sakura      | R  | RP | Collegamenti | Binari          | Posizione       |
| ------------------ | ------------- | ---------- | --------------- | ----------- | ----------- | ----------- | -- | --- | --- | --------------- | --------------- |
| Linea princ. Sōbu  | Chiba         | 千葉       | -               | 39.2        | 0.0         |             | ●  | ● | ■ Linea principale Sōbu ■ Linea Uchibō ■ Linea Sotobō ■ Linea Chūō-Sōbu ■ Linea Sōbu Rapida ● Monorotaia di Chiba linea 1 | ∥               | Chiba Chūō-ku   |
| Linea princ. Sōbu  | Higashi-Chiba | 東千葉     | 0.9             | 40.1        | 0.9         |             | ｜ | ｜ | | ∥               | Chiba Chūō-ku   |
| Linea princ. Sōbu  | Tsuga         | 都賀       | 3.3             | 43.4        | 4.2         |             | ●  | ● | ● Monorotaia di Chiba linea 2                                                                                             | ∥               | Chiba Wakaba-ku |
| Linea princ. Sōbu  | Yotsukaidō    | 四街道     | 3.5             | 46.9        | 7.7         |             | ●  | ● | | ∥               | Yotsukaidō      |
| Linea princ. Sōbu  | Monoi         | 物井       | 4.2             | 51.1        | 11.9        |             | ●  | ｜ | | ∥               | Yotsukaidō      |
| Linea princ. Sōbu  | Sakura        | 佐倉       | 4.2             | 55.3        | 16.1        | 0.0         | ●  | ● | ■ Linea principale Sōbu                                                                                                   | ∥               | Sakura          |
| Linea Narita       | Sakura        | 佐倉       | 4.2             | 55.3        | 16.1        | 0.0         | ●  | ● | ■ Linea principale Sōbu                                                                                                   | ∥               | Sakura          |
| Shisui             | 酒々井        | 6.4        | 61.7            | 22.5        | 6.4         | ●           | ●  | | ∥ | Shisui Imba     |                 |
| Narita             | 成田          | 6.7        | 68.4            | 29.2        | 13.1        | ●           | ●  | Linea Narita (diramazioni Abiko e aeroporto) Linea principale Keisei Linea Keisei Higashinarita (Keisei Narita) | ∥ | Narita          |                 |
| Diramazione Narita | 成田線分岐点  | 2.1        | 70.5            | 31.3        | 15.2        | ｜          |    | Punto effettivo di diramazione per l'aeroporto                                                                  | ∨ | Narita          |                 |
| Kuzumi             | 久住          | 4.8        | 75.3            | 36.1        | 20.0        | ●           |    | | ◇ | Narita          |                 |
| Namekawa           | 滑河          | 5.5        | 80.8            | 41.6        | 25.5        | ●           |    | | ◇ | Narita          |                 |
| Shimōsa-Kōzaki     | 下総神崎      | 6.1        | 86.9            | 47.7        | 31.6        | ●           |    | | ◇ | Kōzaki Katori   |                 |
| Ōto                | 大戸          | 4.5        | 91.4            | 52.2        | 36.1        | ●           |    | | ◇ | Katori          |                 |
| Sawara             | 佐原          | 3.9        | 95.3            | 56.1        | 40.0        | ●           |    | | ◇ | Katori          |                 |
| Katori             | 香取          | 3.6        | 98.9            | 59.7        | 43.6        | ●           |    | Linea Kashima                                                                                                   | ◇ | Katori          |                 |
| Suigo              | 水郷          | 3.9        | 102.8           | 63.6        | 47.5        |             |    | | ◇ | Katori          |                 |
| Omigawa            | 小見川        | 5.2        | 108.0           | 68.8        | 52.7        |             |    | | ◇ | Katori          |                 |
| Sasagawa           | 笹川          | 5.0        | 113.0           | 73.8        | 57.7        |             |    | | ◇ | Katori, Tonoshō |                 |
| Shimōsa-Tachibana  | 下総橘        | 5.2        | 118.2           | 79.0        | 62.9        |             |    | | ｜ | Katori, Tonoshō |                 |
| Shimōsa-Toyosato   | 下総豊里      | 3.3        | 121.5           | 82.3        | 66.2        |             |    | | ◇ | Chōshi          |                 |
| Shiishiba          | 椎柴          | 4.8        | 126.3           | 87.1        | 71.0        |             |    | | ◇ | Chōshi          |                 |
| Matsugishi         | 松岸          | 4.4        | 130.7           | 91.5        | 75.4        |             |    | Linea principale Sōbu                                                                                           | ◇ | Chōshi          |                 |
| Matsugishi         | 松岸          | 4.4        | 130.7           | 91.5        | 75.4        | ※           |    | Linea principale Sōbu                                                                                           | ◇ | Chōshi          |                 |
| Chōshi             | 銚子          | 3.2        | 133.9           | 94.7        | 78.6        |             |    | Ferrovie Elettrica di Chōshi                                                                                    | ∧ | Chōshi          |                 |

| Nome                   | Giapponese   | Distanza totale | Distanza da | Distanza da | Distanza da | R  | Collegamenti | Binari | Posizione |
| Nome                   | Giapponese   | Distanza totale | Chiba       | Sakura      | Narita      | R  | Collegamenti | Binari | Posizione |
| ---------------------- | ------------ | --------------- | ----------- | ----------- | ----------- | -- | --- | ------ | --------- |
| Narita                 | 成田         | -               | 29.2        | 13.1        | 0.0         | ●  | Linea Narita (diramazioni Abiko e aeroporto) Linea principale Keisei Linea Keisei Higashinarita (Keisei Narita) | ∥      | Narita    |
| Diramazione Narita     | 成田線分岐点 | 2.1             | 31.3        | 15.2        | 2.1         | ｜ | Punto effettivo di diramazione con la linea aeroporto                                                           | ∨      | Narita    |
| Semaforo di Horinouchi | 堀之内信号場 | -               | -           | -           | -           | ｜ | | ◇      | Narita    |
| Narita Aeroporto T. 2  | 空港第2ビル  | 7.7             | 39.0        | 22.9        | 9.8         | ●  | Linea principale Keisei Narita Sky Access                                                                       | ｜     | Narita    |
| Narita Aeroporto       | 成田空港     | 1.0             | 40.0        | 23.9        | 10.8        | ●  | | ∧      | Narita    |

- ※：La sezione fra Matsugishi e Chōshi appartiene ufficialmente alla linea principale Sōbu.

### Diramazione per Abiko
- Ad eccezione dei treni eccezionali, tutti i treni sulla diramazione fermano a tutte le stazioni
- Tutta la linea è a binario semplice, ed è possibile il sorpasso e l'incrocio in tutte le stazioni

| Stazione        | Giapponese | Distanza interstaz. | Distanza totale | Collegamenti | Posizione   |
| --------------- | ---------- | ------------------- | --------------- | --- | ----------- |
| Abiko           | 我孫子     | -                   | 0.0             | Linea Jōban Linea Jōban Rapida                                                                                  | Abiko       |
| Higashi-Abiko   | 東我孫子   | 3.4                 | 3.4             | | Abiko       |
| Kohoku          | 湖北       | 2.9                 | 6.3             | | Abiko       |
| Araki           | 新木       | 2.6                 | 8.9             | | Abiko       |
| Fusa            | 布佐       | 3.2                 | 12.1            | | Abiko       |
| Kioroshi        | 木下       | 1.9                 | 14.0            | | Inzai       |
| Kobayashi       | 小林       | 4.3                 | 18.3            | | Inzai       |
| Ajiki           | 安食       | 4.9                 | 23.2            | | Sakae Inzai |
| Shimōsa-Manzaki | 下総松崎   | 4.1                 | 27.3            | | Narita      |
| Narita          | 成田       | 5.6                 | 32.9            | Linea Narita (diramazioni Abiko e aeroporto) Linea principale Keisei Linea Keisei Higashinarita (Keisei Narita) | Narita      |